# 李·基弗
李·基弗（英語：Lee Kiefer，1994年6月15日—），美国女子击剑运动员，她代表美國隊參加于日本舉行的2020年夏季奧林匹克運動會，並且在女子个人花剑比賽上獲得金牌。